# Léon Guerre
Léon Guerre, né le 10 janvier 1834  à Pondichéry en Inde française et mort le 21 juillet 1895 dans la même ville, est un avocat français, qui fut le premier maire élu de Pondichéry,.

## Biographie
Léon est le fils d'Alexandre Maurice Guerre (1807-1870), greffier de la Cour royale puis impériale de Pondichéry, et de Juliette Anayse Serault (1814-1889), Il appartenait à la famille Guerre de Suisse, dont la filiation suivie remonte à 1500, et installée dès 1720 aux Indes. Elle s'est alliée avec les principales familles des Indes françaises : Brunet, de Bisschop, Cornet, Dehita Y Salazar, de Pilavoine, Bartro, Davia, Prud'homme, Spielmann, Fallofield, Le Gay, etc.
Parmi ses ancêtres directs, Louis-Estienne de Pilavoine (1644-1720), gouverneur de Pondichéry  et directeur général de la Compagnie française des Indes orientales.
Avocat, conseil agréé près de la Cour et des tribunaux de Pondichéry, Léon Guerre était aussi propriétaire puis rentier et résidait 1, rue des Capucins à Pondichéry. Il achète des terres à salines le 24 novembre 1876 à Machettiar devant maître Joseph Adam, notaire à Karikal.
Le 29 septembre 1872, il fut élu Conseiller local de Pondichéry, puis premier maire élu de Pondichéry du 21 juin 1880 au 29 mars 1884, il devint membre de la Commission des finances du Conseil général le 1er novembre 1885 et président du Conseil général des Indes françaises. Il était, concernant ses opinions politiques, conservateur.
Marié le 9 septembre 1857 à Pondichéry (Inde française), avec Grâce Françoise Marie Magdelaine Davia, née le 3 mars 1841 à Pondichéry et y décédée le 28 février 1893, fille d'Hippolytre Jean Davia (1816-1850), procureur puis juge de paix, et de Stéphanie Blanche Norbertine Xavier Fortin de Lebel (1819-1866), et d'où six enfants, dont Jules Guerre (1870-1931), aussi maire de Pondichéry et conseiller général.
Lors de son décès, il fut inhumé au cimetière catholique des français à Pondichéry où sa tombe existe toujours.

## Sources
- Lucien-Jean Bord et Michel Gaudart de Soulages, Dictionnaire généalogique des familles de l'Inde française, 1984, 411 p., broché
- Agnès de Place, Dictionnaire généalogique et Armorial de l'Inde française, 1560-1962, 1997, 592 p., broché